# Callistopopillia iris
Callistopopillia iris – gatunek chrząszcza z rodziny poświętnikowatych, podrodziny rutelowatych i plemienia Anomalini.
Gatunek ten został opisany w 1869 przez Ernesta Candèze jako Anomala iris.
Ciało długości od 9 do 12,5 mm i szerokości od 6,5 do 8 mm, owalne (u samic raczej szeroko-owalne), niezbyt wypukłe, bardzo gładkie i błyszczące, tylko pod spodem i na wierzchu pygidium nieco owłosione, ubarwione metalicznie jaskrawozielono ze złotymi i częściowo ogniście czerwonymi bokami pokryw i niebiesko-czarnymi stopami. Szeroko zaokrąglony, grubo punktowany nadustek z mocno wgłębionym szwem. Przedplecze o silnie dwufalistych i ostro z przodu zbieżnych krawędziach bocznych, wszystkich kątach ostrych, a powierzchni z kilkoma punktami. Na pokrywach słabe rzędy z zanikającą w nich punktacją. Międzyrzędy gładkie. Kilka długich włosków wyrasta z końca pygidium. Śródpiersie z silnym, prawie prostym, tępym pośrodku wyrostkiem.
Chrząszcz podawany z indyjskich stanów Sikkim i Dżammu i Kaszmir oraz z Nepalu i Tybetu.